# General Problem Solver
General Problem Solver（GPS）とは、1957年、ハーバート・サイモンとアレン・ニューウェルが開発した、汎用の問題解決のためのプログラムである。GPS は任意の形式化された記号問題を解くことができる。例えば、定理証明、幾何学問題、チェスのプレイなどである。これは、サイモンとニューウェルの論理機械に関する理論研究に基づいていた。GPSは、正しく形式化されていさえすればハノイの塔も解くことが可能だったが、実世界の問題を解くことはできなかった。
ユーザーはオブジェクトとそのオブジェクトに関する操作を定義し、GPSは手段目標分析によって問題解決のためのヒューリスティックスを生成する。それは使用可能な操作に注目し、受容される入力と、その結果生成される出力を見つけ出す。次に目標に近づくためのサブゴールを生成していく。
GPSの方法論は後に Soar へと発展した。